# NicoVisualEffects
NicoVisualEffects(ニコビジュアルエフェクツ)は、Adobe After Effectsと少し同じことが出来る物としてフリーで開発されている動画編集ソフトウェアである。初期は「Adobe After Effectsに似たもの」として開発されていたが、ver 2.00から「少し同じようなことが出来る物」と開発方針が変わった。ソフト名がやや長いため、NiVE、NiVE2(ナイブ、ニベ)などと略称されることが多い。

## 主要な機能
- 複数のコンポジション
- コンポジションのネスト
- プラグインによる入出力・エフェクト・レンダラの追加
- 無制限のUndo/Redo
- トリミングとデュレーションの変更
- 親子レイヤー
- レイヤー・エフェクトの切り取り・コピー・ペースト
- エフェクト・プロパティのアニメーションプリセットとしての保存
- タイムラインの拡大縮小
- 逆再生
- AVIでの書き出し
- ソフトウェアによる3Dレンダリング
- ショートカットキーの変更
- プレビューウインドウからのレイヤー操作
- 32bitARGB AVIの読み込み

## コンポジションの取り扱い
NicoVisualEffectsでは動画オーサリングをコンポジションを単位として管理しており、コンポジションに設定したタイムラインを動画として出力できる。
レイヤーのタイムラインにエフェクトやトランスフォームが直接ぶら下がるため、After Effectsと比較してタイムラインがかさばりやすい。そこでコンポジションを複数に分けていくことでより管理しやすくなる。コンポジションに更にエフェクトを加えるなどのテクニックが可能になり、必要に応じてメイン以外のコンポジションを先に動画出力を行うことでレンダリング時間を節約することができるようになる。

## プラグイン
入力、出力、エフェクト、レンダリングなどの様々な部分をプラグインとして機能を追加することができる。
SDKが公開されており、様々なプラグインが有志の人々によって開発されている。
ver 1.xと2.xでは互換性が無い。

## 64bit対応
Windows x86/x64版どちらでも動作可能なAnyCPU版、およびx86専用版が公開されている。
通常はAnyCPU版を使用すればよく、x86専用版はWindows x64版で32bitプログラムとして使用したい場合にのみ必要となる。
（インストールしたコーデックやプラグインの挙動からそういった運用が必要になる場合がある）
動画オーサリングソフトという性質上大量にメモリを使用するため、Windows x64版をインストールしているPCではx64版(AutoCPU版)を使用することが推奨される。（実際、x86版では出力レンダリング時にメモリ不足エラーが発生する場合がある）
プラグインがx86版とx64版で分かれている場合があり、インストールしたNicoVisualEffectsの版に合わせて追加する必要がある。

## NiVE3の開発
2012年7月31日にNiVE3の開発を発表。
2022年からニコニコ動画上で進捗を投稿しており、現在でも開発は進んでいる。